# قائمة صناع الطائرات
هذه قائمة بمصنعي الطائرات مرتبة أبجديًا حسب منظمة الطيران المدني الدولي (ICAO) / الاسم الشائع. وهي تحتوي على اسم منظمة الطيران المدني الدولي / الاسم الشائع ، واسم (أسماء) الشركات المصنعة ، والبلد والبيانات الأخرى ، مع سنوات التشغيل المعروفة بين قوسين. ترد أسماء الايكاو بالخط العريض. إن الحصول على اسم منظمة الطيران المدني الدولي لا يعني أن الشركة المصنعة لا تزال تعمل حتى اليوم ، ولكن فقط بعض الطائرات التي تنتجها تلك الشركة المصنعة لا تزال عاملة حتى اليوم.
- إي أي دي أس
- شركة إيرباص
- شركة بوينغ
- شركة سوخوي
- شركة لوكهيد مارتين
- شركة ميكويان
- شركة نورثروب
- أنتونوف
- إمبراير
- كاواساكي للصناعات الثقيلة

## المروحيات
- أغستاوستلاند
- يوروكوبتر
- بيل للمروحيات